# Kurahi járás
A Kurahi járás (oroszul: Курахский район) Oroszország egyik járása Dagesztánban. Székhelye Kurah.

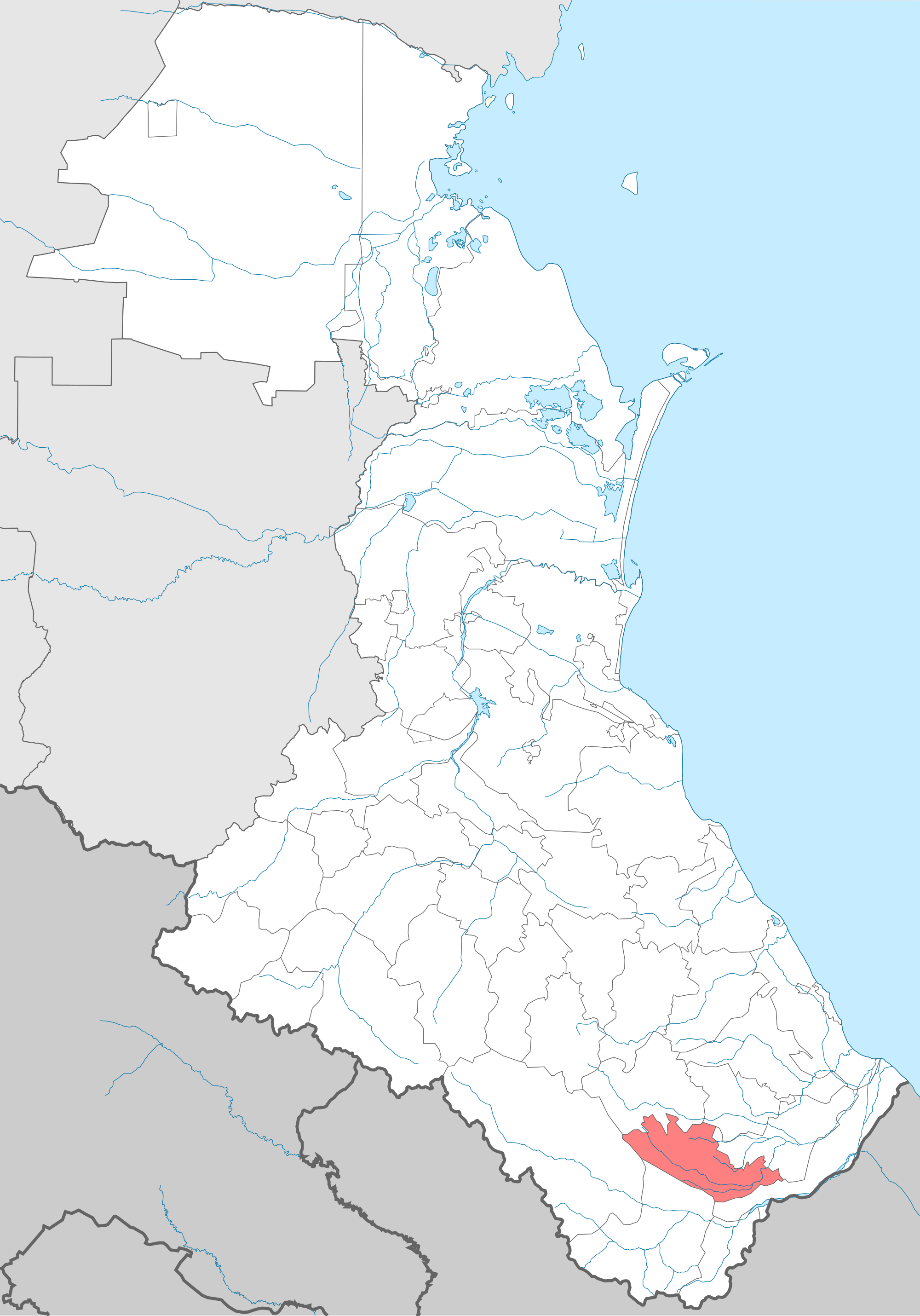
A Kurahi járás Dagesztánban

## Népesség
- 1989-ben 11 580 lakosa volt, melyből 11 244 lezg (97,1%), 156 azeri, 54 avar, 50 tabaszaran, 33 agul, 13 lak, 13 orosz, 7 dargin, 5 rutul.
- 2002-ben 15 206 lakosa volt, melyből 14 992 lezg (98,6%), 124 azeri, 33 tabaszaran, 21 agul, 20 orosz, 4 dargin, 3 rutul, 2 kumik, 1 lak.
- 2010-ben 15 434 lakosa volt, melyből 15 190 lezg (98,4%), 22 azeri, 20 orosz, 11 tabaszaran, 7 agul, 4 dargin, 3 kumik, 2 rutul.